# Protium cubense
Protium cubense là một loài thực vật có hoa trong họ Burseraceae. Loài này được (Rose) Urb. miêu tả khoa học đầu tiên năm 1912.